# Аравена, Алехандро
Алеха́ндро Гастон Араве́на Мори (исп. Alejandro Gastón Aravena Mori; 22 июня 1967, Сантьяго) — чилийский архитектор, лауреат Притцкеровской премии и куратор Архитектурной биеннале в Венеции 2016 года. Возглавляет архитектурное бюро Elemental.

## Биография
В 1992 году окончил Католический университет Чили и через два года основал бюро Alejandro Aravena Architects. C 2000 по 2005 год был приглашённым профессором в Гарвардской высшей школе дизайна, а также преподавал в своей альма-матер, для которой также спроектировал новые учебные корпуса. Его архитектурное бюро Elemental, созданное в 2000 году, специализируется на проектировании жилых домов для семей с низким уровнем дохода, где основное достоинство простота и эффективность. Его здания отличает элегантная брутальность и практичность. Помимо жилья Elemental работает над зданиями университетов, школ, а также над детскими площадками и общественными пространствами, как правило расположенными в бедных кварталах чилийских городов.
В 2016 году стал первым чилийцем, удостоенным Притцкеровской премии за «возрождение социально ориентированной архитектуры».